# Piazza Medaglie d'Oro
Piazza Medaglie d'Oro ((tal.) Trg zlatne medalje), u četvrti Arenella, jedan je od glavnih trgova u četvrti Vomero, u gradu Napulju u Italiji. Na trgu osmerokutnog oblika širi se osam ulica, uključujući neke od glavnih arterija okruga, što ga čini jednom od čvornih točaka napuljske urbane strukture, raskrižja i raskretne točke Pete općine Napulja.
Trg je važan i sa stajališta toponomastike jer se nalazi u središtu niza ulica posvećenih Napuljcima odlikovanim zlatnom medaljom za vojničku hrabrost, gotovo sve iz prve polovice dvadesetog stoljeća; među njima Ugo Niutta, Mario Fiore, Giuseppe Orsi, Raffaele Tarantini, Guido Menzinger, Raffaele Libroia, Francesco Azzi, Teodoro Capocci, Raffaele Stasi, Domenico De Dominicis i nekoliko drugih. Vrtovi u središtu trga bili su posvećeni sjećanju na Silviju Ruotolo, nevinu žrtvu Camorre, koja je ubijena 11. lipnja 1997. slučajno se našavši usred obračuna suparničkih klanova u Salita Arenella, blizu svoje kuće.

## Opis i povijest
Čitav prostor trga i okolice još je do kraja 19. stoljeća bio izvan gradskog kruga. Prvi projekt urbanizacije prostora, u kojem je trg bio glavna točka prema radijalnom dizajnu već vrlo sličnom sadašnjem i inspiriranom idejama francuskog urbanista Georgesa Eugènea Haussmanna, datira iz 1885. godine od strane Adolfa Giambarbe, već odgovoran za izradu projekata za "Risanamento di Napoli ". Ova hipoteza o ostvarenju, međutim, nije naišla na neposrednu realizaciju zbog ekonomskih poteškoća i bankarske krize s kraja devetnaestog stoljeća.
Iako su dakle već planirani 1886., radovi su započeli tek 1927., na temelju sporazuma sklopljenog prethodne godine i koji je predviđao smještaj preko pedeset tisuća ljudi na proširenju od oko 250.000 četvornih metara, uz samo manje izmjene na dizajn Giambarbe. Radovi su nastavljeni nekoliko godina, dok je posebno Piazza Medaglie d'Oro dovršena 1930.
Na trgu se nalazi istoimena postaja Linije 1 napuljske podzemne željeznice, a upravo je na tom trgu simbolično 22. prosinca 1977. godine, u nazočnosti gradonačelnika Maurizia Valenzija i vijećnika za promet Luigija Buccica, "prvi kamen" nove linije metroa. Stanica je izgrađena između 1980. i 1990. prema projektu Michelea Capobianca i Danielea Zagarije, a otvorena je 1993. godine. Stanica ima šest izlaza smještenih na trgu (prvotno ih je bilo sedam, no kasnije je izlaz koji se nalazi u središnjoj cvjetnoj gredici trga zatvoren i zatrpan 2010-ih), plus pet liftova za osobe s invaliditetom. Unutar stanice, perone opslužuju dva perona.

## Vanjske poveznice
|  | Zajednički poslužitelj ima još gradiva o temi Piazza Medaglie d'Oro |